# Rubén Moreno Palanques
Rubén Moreno Palanques (ur. 23 lipca 1958 w Castellón de la Plana) – hiszpański doktor medycyny, polityk, członek Partii Ludowej.

## Życiorys
Ukończył studia medyczne na Uniwersytecie w Walencji. Ukończył tam również studia doktoranckie i został doktorem nauk medycznych. Następnie wybrał się do Stanów Zjednoczonych na badania postdoktoranckie, które prowadził na University of Kansas w dziedzinie biologii molekularnej w Departamencie Patologii i Onkologii. Został tam dyrektorem laboratorium chorób genetycznych. Po siedmiu latach wrócił do Hiszpanii i został dyrektorem onkologii molekularnej na Uniwersytecie Nawarry. Został też podsekretarzem stanu, który odpowiadał za zdrowie w autonomicznym rządzie Walencji. W 2011 roku Rubén Moreno Palanques wystartował w wyborach parlamentarnych z listy Partii Ludowej z prowincji Walencja, z której uzyskał mandat. Wystartował w wyborach parlamentarnych w 2015 z listy Partii Ludowej, z której ponownie uzyskał mandat. Wystartował w przedterminowych wyborach parlamentarnych w 2016 z listy Partii Ludowej i uzyskał mandat z prowincji Walencja.